# Добричени (Олт)
Добричени (рум. Dobriceni) насеље је у Румунији у округу Олт у општини Јанку Жиану. Oпштина се налази на надморској висини од 163 m.

## Становништво
Према подацима из 2002. године у насељу је живело 808 становника, од којих су сви румунске националности.